# Quero ser tua
Quero ser tua är en låt som representerade Portugal i Eurovision Song Contest 2014. Bidraget framfördes av Suzy. Bidraget tävlade i första semifinalen men lyckades inte ta sig till final 